# Музей ВВС Финляндии
Музей ВВС Финляндии − расположен в центральной Финляндии, в городе Тиккакоски, вблизи аэропорта города Йювяскюля.

## Общие сведения

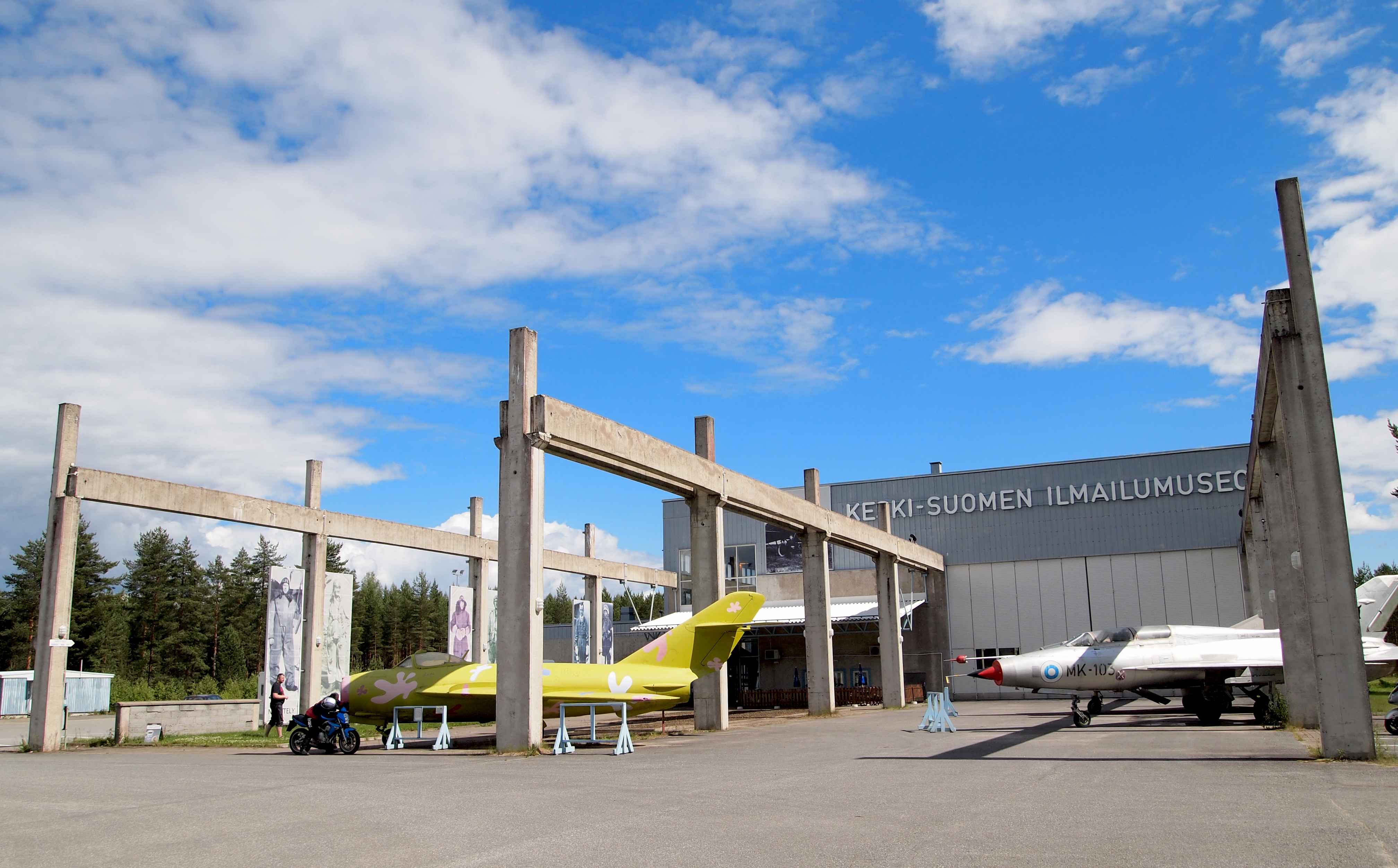
Здание Музея ВВС Финляндии

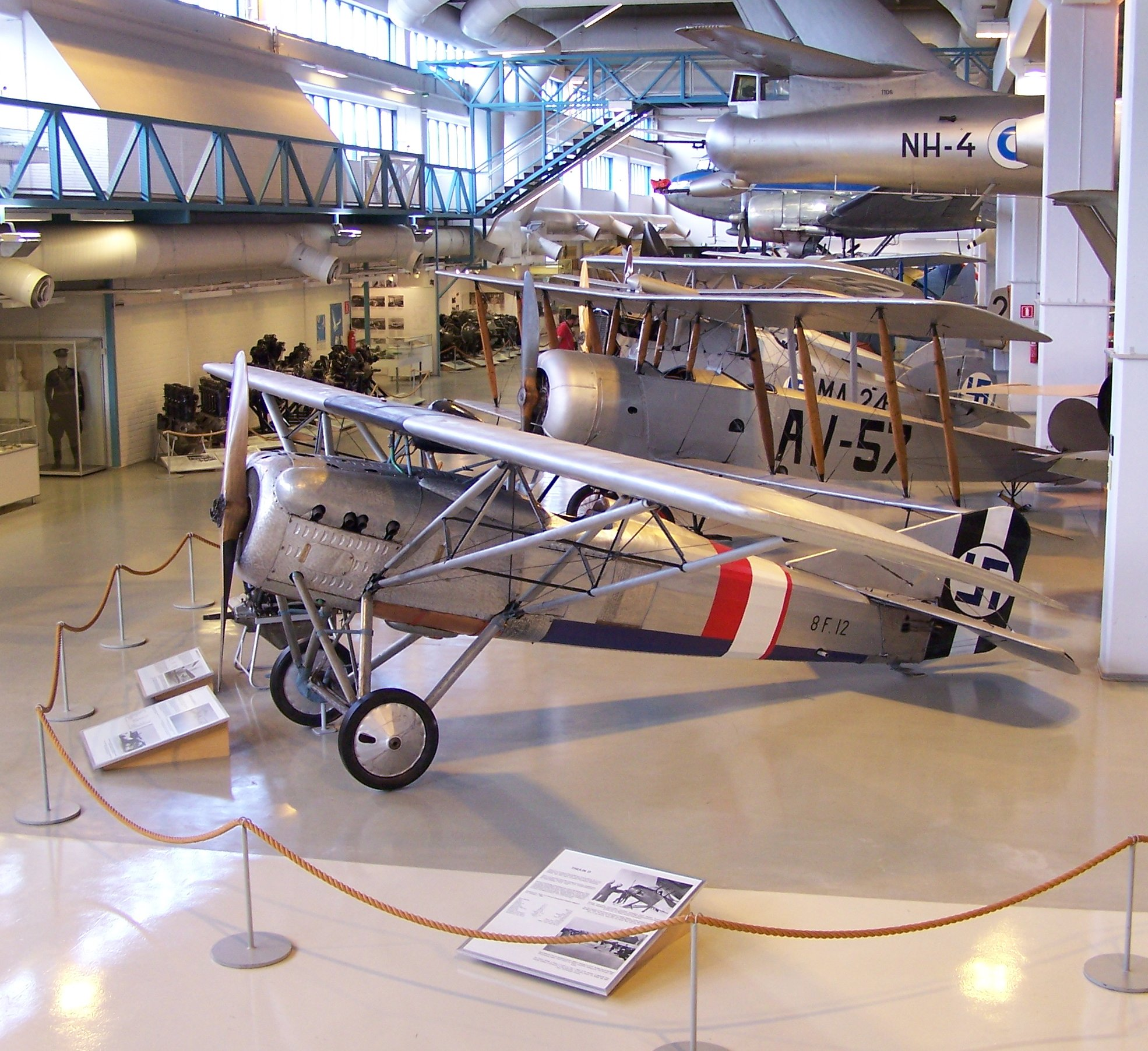
Gourdou Leseurre

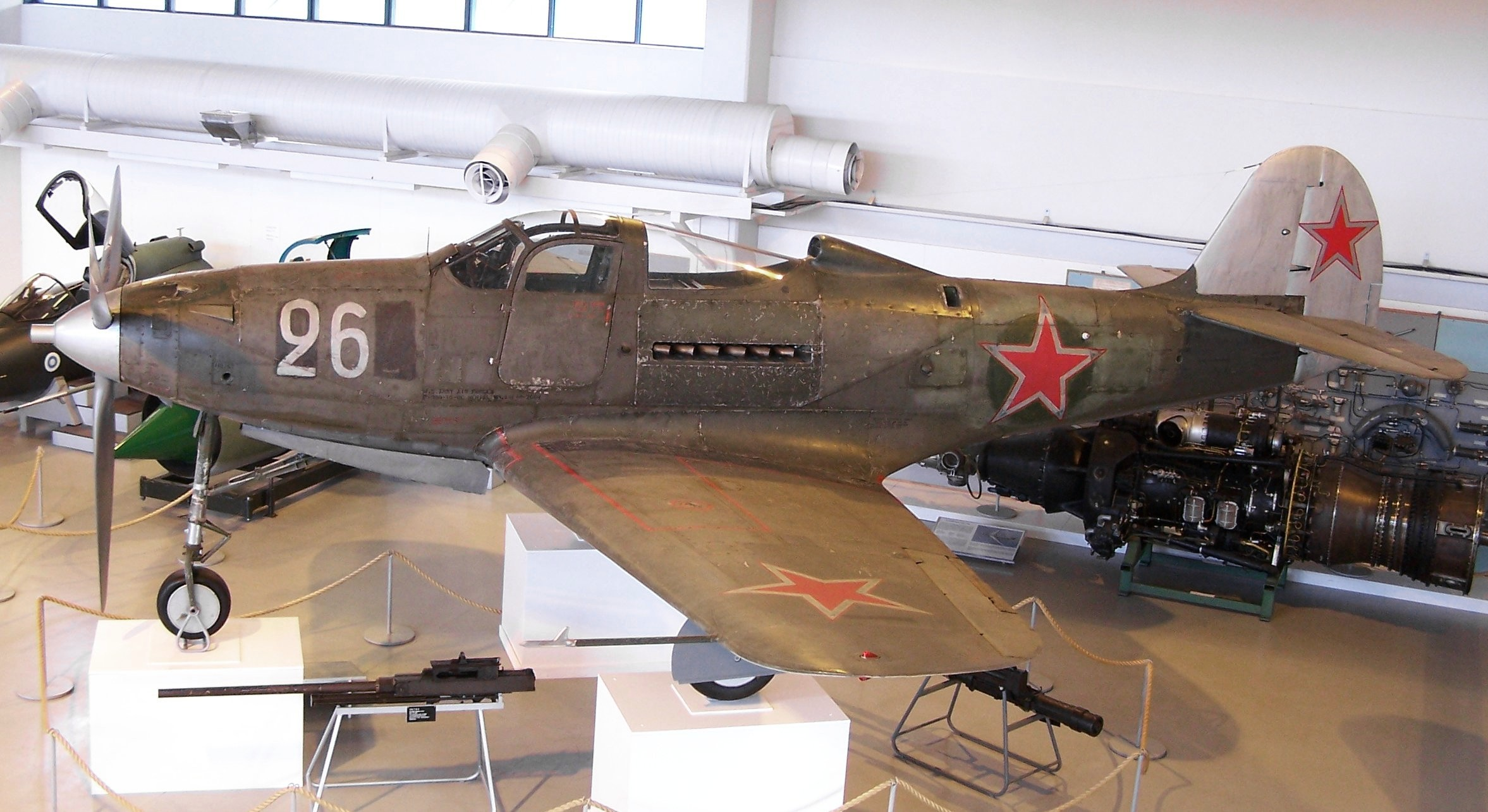
P-39 Airacobra в музее

До 2016 года музей назывался Музей авиации Центральной Финляндии.
В музее представлена история авиации Финляндии с начала 1900-х годов до наших дней. Музей принадлежит Фонду Музея авиации Центральной Финляндии.
Музей начал свою работу 1 июня 1979 года в зале № 1 аэропорта Луонетярви. В настоящее время музей расположен в центре города Тиккакоски в бывшем промышленном зале.
На выставке представлены самолеты, двигатели и экипажное оборудование, которое использовалось финскими ВВС. Экспонаты Музея связи ВВС имеет отдельный раздел.
Большая коллекция масштабных моделей открывает широкую перспективу для всей области авиации.
Экспозиция музея состоит из 24 самолетов и вертолетов, а также много фотографий и деталей самолетов.
Партнерами музея являются ВВС Финляндии, национальные оборонные организации, Ассоциация авиационных музеев и Ассоциация Вашингтона.
Музей ежегодно посещают около 25 000 человек.

## Самолёты в музее
Следующие самолёты являются избранными из коллекции. Ещё больше самолётов хранится в другом месте, ожидая реставрации.
- Avro 504K
- Bell P-39 Airacobra
- Brewster Buffalo
- Bristol Blenheim
- De Havilland D.H.60X Moth
- De Havilland D.H. 115 Vampire Trainer T.Mk.55
- Douglas DC-3 i.e. C-47
- Focke-Wulf Fw 44 J Stieglitz
- Fokker D.XXI
- Folland Gnat Mk.1
- Fouga CM170 Magister
- Gourdou-Lesseurre B.3
- Ил-28
- Martinsyde F.4 Buzzard
- Bf 109G-6Y 167271 — MT-507
- Mignet HM-14 Pou du Ciel Taivaankirppu
- МиГ-15 УТИ
- МиГ-17
- МиГ-21 F,Bis (single-seated)
- МиГ-21 U,UM (twin-seated)
- Ми-1
- Ми-4
- Morane-Saulnier MS 50C
- Saab 91D Safir
- Saab 35 Draken (Single- and twin-seated)
- Thulin typ D replika
- Tiira
- Valmet Vihuri II
- VL Humu
- VL Pyörremyrsky
- VL Pyry